# Moonia arnottiana
Moonia arnottiana là một loài thực vật có hoa trong họ Cúc. Loài này được Wight mô tả khoa học đầu tiên.